# Kanton Limoges-La Bastide
Kanton Limoges-La Bastide (francouzsky Canton de Limoges-La Bastide) je francouzský kanton v departementu Haute-Vienne v regionu Limousin. Tvoří ho pouze část města Limoges.